# Mega Monte Carlo
La Mega Monte Carlo est une supercar coproduite en 1996 par le constructeur automobile français AIXAM et sous le nom de sa marque Megaen collaboration avec la société Monte-Carlo Automobiles.

## Origine du projet - MCA Centenaire
À l'occasion du 100e anniversaire de l'Automobile Club de Monaco, Fulvio Ballabio souhaitais un véhicule monégasque qui puisse rivaliser avec les meilleurs concurrents, sur route comme sur circuit. Il avait en tête la volonté de créer une supercar à moteur central arrière sour sa marque Monte Carlo Automobile.
Pour y parvenir, il décide de faire appel au designer Guglielmo Bellasi, l'un des pionniers des composites en Formule 1.
Ballabio et Bellasi ont passé environ cinq ans à développer le châssis de leur futur voiture. Ce châssis était entièrement fabriquée en fibre de carbone, la suspension était à double triangulation. Ce premier travail fût achevé 1990. La même année Ballabio signa un accord avec Lamborghini afin de leur commander un moteur V12.
Le 25 mai 1990 marque la naissance de la première automobile monégasque : la MCA Centenaire.
Imaginée par Fulvio Maria Ballabio et Bellasi, la MCA (Monte Carlo Automobile) avait pour ambition de produire la Centenaire à 100 exemplaires, destinée à une clientèle exclusive. Cependant, seuls cinq véhicules furent réellement fabriqués avant la disparition prématurée de la marque.
Le tout premier exemplaire, assemblé entre Novara et Monaco, portait initialement le numéro de châssis 001, mais fut ensuite re-numéroté EL002 GB après des modifications inhérentes à son statut de prototype d'usine. Présentée dans une teinte ivoire, cette voiture fut notamment essayée par Jean-François Marchet dans le numéro du 9 juillet 1991 d’Auto Hebdo. Longtemps exposée à l’usine Lamborghini de Sant'Agata.
Le deuxième exemplaire, également un prototype ou modèle de pré-série, arborait à l’origine une robe bleue. Il était équipé d’un moteur dans le cadre d’un partenariat avec Lamborghini.
La troisième voiture produite, elle aussi bleue, était également dotée du célèbre V12 de Lamborghini.

## Présentation au Prince de Monaco
En août 1990, Monte Carlo Automobile présente la « Centenaire » au Prince Rainier III de Monaco, connu comme étant un collectionneur d'automobile. Si ce lancement coïncidait parfaitement avec le 100e anniversaire de l'ACM. Les deux premiers modèles furent donc présentés au Prince Rainier III de Monaco en 1990 – événement auquel la Centenaire doit son nom. Le prestige conféré par cette présentation fut tel que Lamborghini accepta, fait rare, de fournir à MCA son emblématique moteur V12 frappé du taureau. Il s’agissait du bloc 5 litres issu de la Countach, délivrant 455 chevaux. Dans sa configuration ultime, la Centenaire développait jusqu’à 720 chevaux à 7500 tr/min et un couple de 686 Nm à 4500 tr/min, des performances dignes des plus grandes supercars de son époque.
Toutefois, ce modèle n'arrivait aps dans les meilleurs conditions de marchés, ce qui réduisit considérablement les chances de sucès d'un modèle comme la MCA Centenaire. Seuls cinq exemplaires furent produits entre 1990 et 1992.
La première itération fût créée en couleur ivoire.

## Reprise par MIG / Georgia Automotive - MIG M100 LM
En 1993, c'est l'entreprise soviétique d'aviation MIG (Selon certaine source, sous l'impulsion d'un dénommé Alexandr Marianashvili) qui rachète les droits de la "MCA Centenaire" et entreprend de transformer le véhicule de route en une voiture de course dédié à la piste. L'intention première étant de participer aux 24 Heures du Mans 1993. La voiture de course fut baptisée MIG M100, pour « Migrelia & Georgia ». Engagée par Georgia Automotive, la voiture fit un chrono très modeste de 5.59.150 lors de ses débuts. Elle réalisa le 50e temps, près d'une minute et demie de retard sur la voiture la plus rapide. L'écurie revint pour les qualifications, mais la M100 ne réussie pas à se qualifier.

Elle était alors piloté par un trio de pilote composé de l'américain, Pierre Honegger, l'italien Giampiero "PEO" Consonni (Professeur et fondateur de la MTS - Scuola Tecnica nel Motorsport) et le français Philippe Renault, champion de France de Formule Renault en 1981.

La Mig réapparut la même année aux 6 Heures de Vallelunga, terminant 23e, à 93 tours du vainqueur.

## Rachat par AIXAM - Mega Monte Carlo
À la suite de cet échec, Aixam racheta les droits et la "MIG M100 GT" fut améliorée et développée pour devenir la "Mega Monte Carlo". Ce nom étant un clin d'œil clair aux origines monégasques de la supercar. Le V12 Lamborghini fut remplacé par un moteur V12 Mercedes-Benz. Le design extérieur fut modernisé. Bien que basée sur un design datant de six ans, AIXAM présenta le modèle au Salon de l'automobile de Genève de 1996. (Autre concept-car de cette année là : La Renault fiftie).
Selon certaines sources[Lesquelles ?], il semblerait qu'AIXAM envisagea de faire courir la voiture de nouveau au Mans en catégories GT1 et GT2. Cependant, des problèmes de production empêchèrent l'homologation complète de la Monte Carlo. Il est estimé que la production a cessé en 1999, et le nombre exact d'exemplaires produits n'est pas connu. Par la suite, Aixam participa au Paris Dakar en l'an 2000 avec la Mega Desert ainsi que plusieurs participation au trophée Andros avec d'autres véhicuels. Mais la production de la Mega Monte Carlo stoppa ainsi que les activités de sport automobile d'endurance. Ils se concentraires de nouveau sur leur cœur de métier, les véhicules sans permis.

## Dernière apparition connue
En 2007, la voiture fit une apparition statique au Festival of Speed de Goodwood où elle participait dans la catégorie concours d'Élégance alors sponsorisé par Cartier.
On sait que les deux Mega Monte Carlo (La Jaune et la Grise) on été réuni lors d'un shooting automobile en 2012 (Déterminable via les métadonnées des fichiers photographiques prise à l'époque). Les photographies ont été prises par Sébastien Poinas (Connu sous le nom d'epicurean dream), photographe et Youtubeur spécialisé dans l'automobile de luxe dans la région d'Annecy,
La MEGA Jaune étant à l'époque, toujours équippé de ces jantes jaunes, tandis que la Mega Grise a subi des modification et est désormais équipé d'un stickering sponsor "MOBIL 1", d'une lame en carbone ainsi que de rétro fluorescent.

## Hommage
En 2023, AIXAM produisit un nouveau véhicule sans permis, le MEGA eScouty, encore commercialisé aujourd'hui reprenant le nom "MEGA" en hommage à son passé dans le sport Automobile.

## Performances de la Mega Monte Carlo d'AIXAM
|                          | General                                                       |
| ------------------------ | ------------------------------------------------------------- |
| Modèle                   | Monte Carlo                                                   |
| Puissance                | 395 ch à 5 200 tr/min (66 ch/L ou 263 ch/T)                   |
| Couple                   | 570 N m à 3 800 tr/min                                        |
| Vitesse max              | 300 km/h                                                      |
| 0 à 100 km/h             | [4,4 s - 4,5s]                                                |
| Engine                   |                                                               |
| Configuration            | Mercedes-Benz 60º V12                                         |
| Architecture             | Centrale arrière                                              |
| Cylindrée                | 5,987 cc / 365.3 cu in                                        |
| Alésage / Course         | 89.0 mm (3.5 in) / 80.2 mm (3.2 in)                           |
| Compression              | 10.0:1                                                        |
| Commande de soupapes     | 4 valves / cylinder, DOHC                                     |
| Combustible              | Essence                                                       |
| Aspiration               | Atmosphérique                                                 |
| Puissance                | 395 bhp / 295 kW @ 5,200 rpm                                  |
| Couple                   | 570 Nm / 420 ft lbs @ 3,800 rpm                               |
| Chveaux/Liter            | 66 hp / litre                                                 |
| Drivetrain               |                                                               |
| Chassis                  | Monocoque en fibre de carbone                                 |
| Suspension (fr/r)        | Double triangles wishbones, Bar anti-roulis                   |
| Brakes                   | Disques ventilés                                              |
| Gearbox                  | Boite manuelle ZF 6                                           |
| Drive                    | Propulsion                                                    |
| Dimensions               |                                                               |
| Weight                   | 1,500 kilo / 3,307 lbs                                        |
| Length / Width / Height  | 4,450 mm (175.2 in) / 1,990 mm (78.3 in) / 1,190 mm (46.9 in) |
| Wheelbase / Track (fr/r) | 2,660 mm (104.7 in) / 1,670 mm (65.7 in) / 1,640 mm (64.6 in) |
| Performance figures      |                                                               |
| Rapport poid/puissance   | 0.26 hp / kg                                                  |
| Top Speed                | 300 km/h (186 mph)                                            |
| 0-60 mph                 | 4.4 s                                                         |

À noter ce tableau est basé sur les données suivantes. Le modèle ayant changé de motorisation au cours de sa vie (V12 Lamborghini puis V12 Mercedes), les performances affichés peuvent être différente. Le tableau se base sur les données à l'époque AIXAM.